# Іонічна академія
Іонічна академія (грецька: Ιόνιος Ακαδημία) - була першою грецькою академічною установою, створеною в сучасний період. Вона розташовувалась на острові Керкіра, та була створена французькою адміністрацією острова як філіал  і отримала статус академії  під час англійської адміністрації завдяки діям Фредеріка Норта, 5-го графа Гілфорда в 1824 році.  Вона також вважається попередником Іонічного університету. 

## Історія та діяльність
Перший період існування його медичного факультету був з 1824 по 1828 роки. Другий з 1844–1865 рр. (Коли Іонічні острови об’єдналися з Грецією). Багато лікарів академії слідували традиційному шляху навчання в Італії, зокрема в медичній школі Болоньї. Їх наукова та навчальна діяльність вплинула на грецьку медичну науку в цілому та допомогла встановити високий рівень викладання. Зокрема, Джордж Теріанос (професор загальної та порівняльної анатомії та експериментальної фізики) з острова Закінф був професором медичного факультету академії.
Іоанніса Карантіноса, який вивчав математику разом із Чарльзом Дюпеном в академії, створеній французами під час окупації Республіки Семи островів (1807–1824), Лорд Гілфорд послав на навчання до Політехнічна школа в Парижі, та на навчання в Італії та Англії в період 1820-1823 років. Надалі він став директором школи математики в Академії.
Академія проводила публічні курси з наук, етики та гуманітарних наук, вона пропонувала такі предмети, як фізіологія, ботаніка, політична економія та кримінальне та цивільне право.

На першому етапі у його складі  були філологічні, юридичні та медичні факультети (школи).

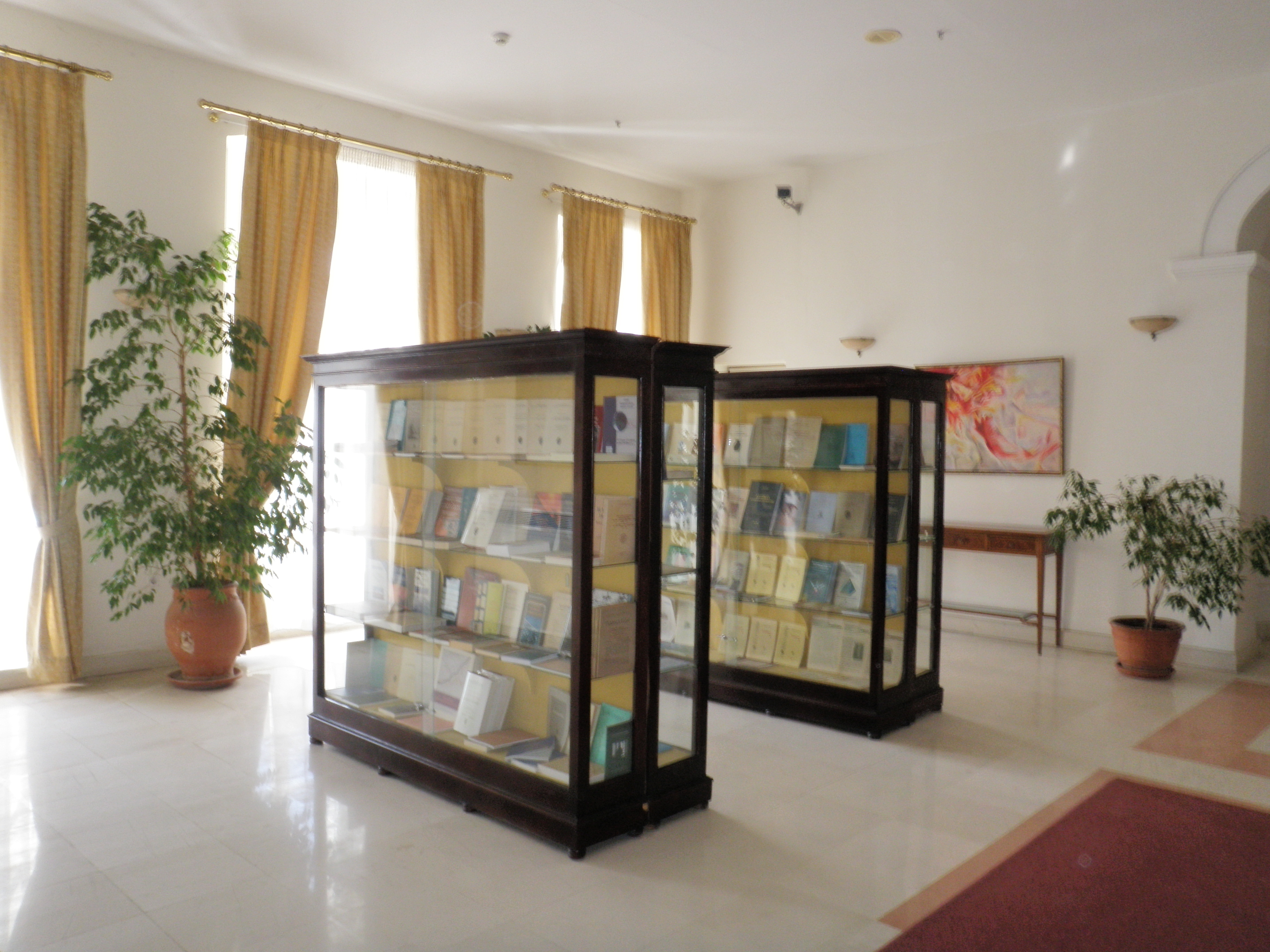
В середині

Пізніше були створені наступні школи: технічна; акушерів; фармацевтична.
Спочатку через брак вчителів у той час право та медицина працювали з обмеженою кількістю викладачів, оскільки посади не заповнювали кваліфіковані особи. У богословській та філософській школі виклдаали відомі вчені такі як: Петрос Браїлас-Арменіс, Андреас Ідроменос, Константинос Асопіос, Теоклітос Фармакідіс, Неофітос Вамвас. 
У 1827 році, після смерті Фредеріка Норта фінансові ресурси Академії значно скоротилися, та вона почала занепадати.
Президентом Академії в 1847-1851 роках був Джордж Боуен.
Після об'єднання Іонічних островів з Грецьким королівством в 1864 році Іонічну академію закрили для підтримки новоствореного Афінського університету. Частина персоналу переїхала до Афін, а також туди була перевезена бібліотека академії.

## Будівля академії
Будівля розташована в південно-західній частині площі Спіанада на Корфу. Це імпозантна триповерхова будівля з центральним входом з подвійними кам’яними сходами, що виходить на площу та Стару фортецю. Спочатку будівля використовувалась як казарма.